# Széchenyi-hegy
Le Széchenyi-hegy [ˈseːtʃeːɲi ˈhɛɟ] est un sommet de Budapest, en plein cœur des collines de Buda, au sud des monts du Pilis. Situé dans le quartier éponyme de Széchenyihegy, il est accessible par le Fogaskerekű. C'est à son terminus que se situe la Gare de Széchenyi-hegy d'où part le Gyermekvasút vers Hűvösvölgy.

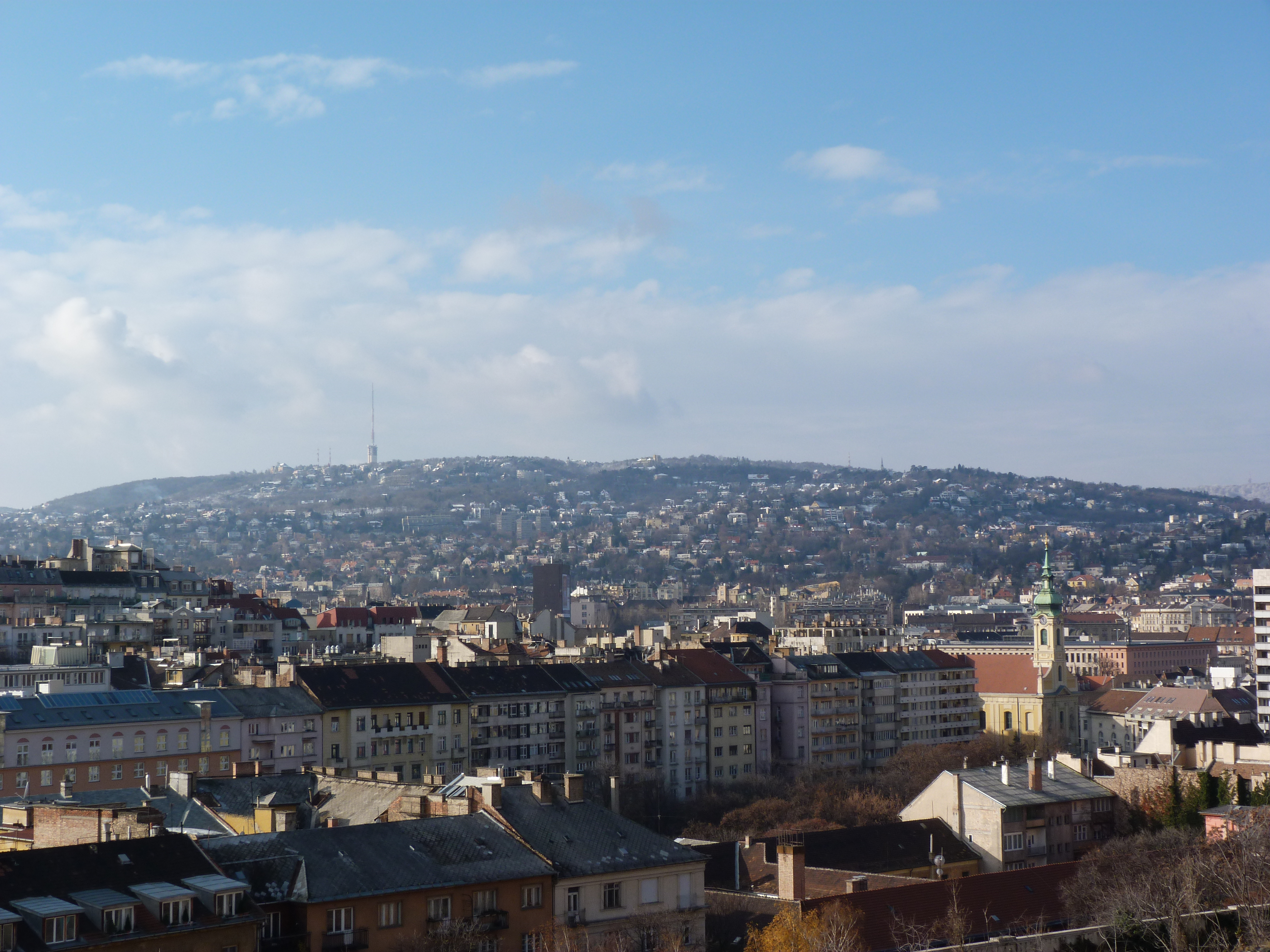
Vue depuis Budapest.
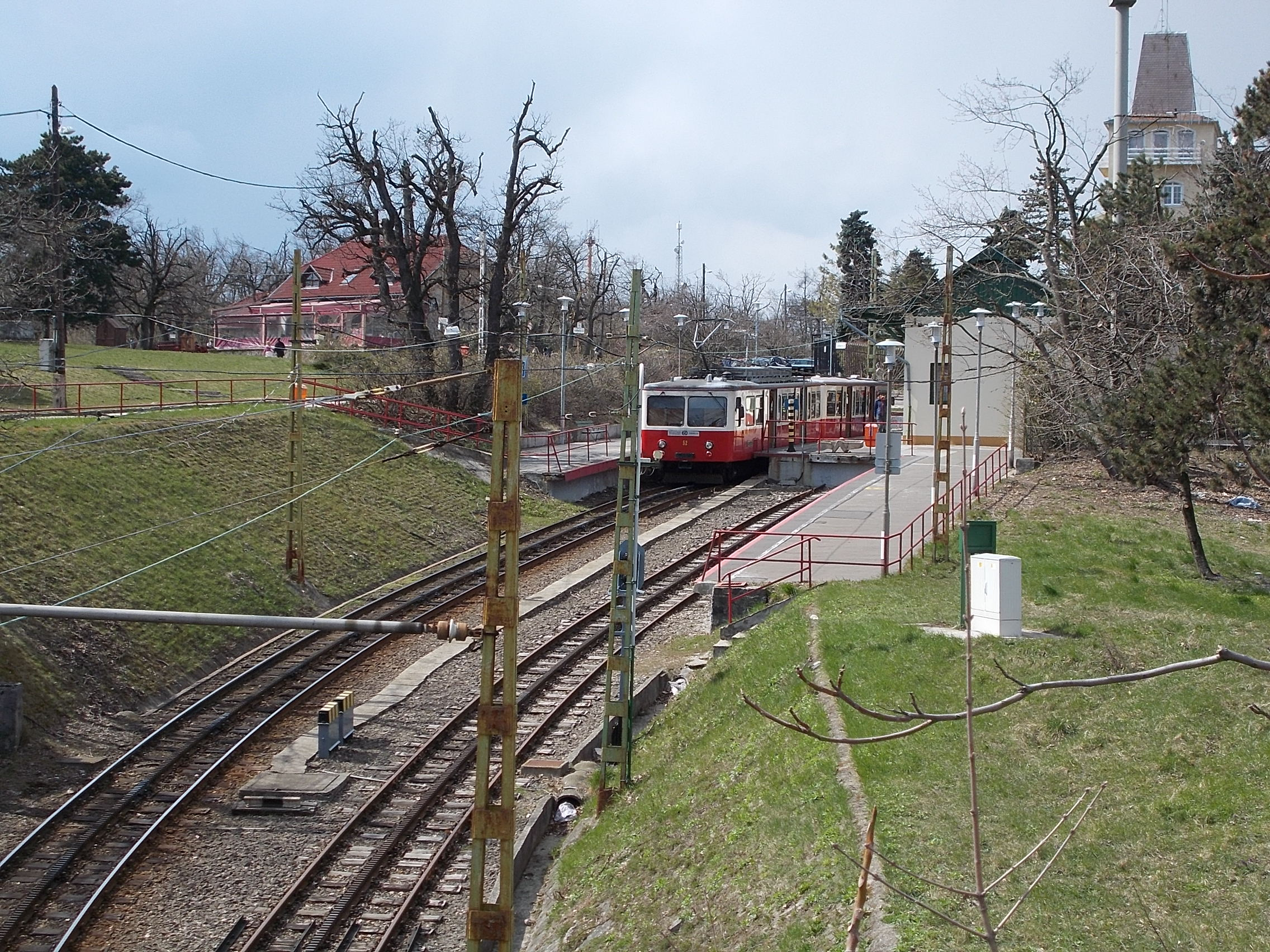
Vue du Fogaskerekű au terminus du Széchenyi-hegy depuis le pont Agancs.